# アシュカン・デジャガ
アシュカン・デジャガ（ペルシア語:  اشكان دژآگه, Ashkan Dejagah, 1986年7月5日 - ）は、イラン・テヘラン州出身の元同国代表のサッカー選手。現役時代のポジションはミッドフィールダー。デヤガー、デジャーガなどと表記されることもある。ドイツのパスポートを所有している。

## 経歴

### クラブ
2004-05シーズン開幕戦のVfLボーフム戦、2-2で引き分けた試合の残り5分から出場してデビューを飾った。これは1982年にヘルタ・ベルリンが創設されてからの最年少デビュー記録となった。それから3シーズンはトップチームとリザーブチームを往復し、2005-06シーズンには23試合12得点でリザーブチームのチームトップスコアラーになった。ファルコ・ゲッツ監督はデジャガの出場時間を徐々に増やし、2006-07シーズンは22試合に出場してプロ初得点を決めた。
2007年、VfLヴォルフスブルクに移籍した。2007-08シーズンはチームのフォワード最多の31試合に出場して8得点を挙げた。2008-09シーズンはグラフィッチとエディン・ジェコの大ブレークの影に隠れ、得点数は3に減少した。
2012年8月、フラムFCへ完全移籍。
2014年7月29日、アル・アラビ・ドーハに移籍した。
2017年、ヴォルフスブルクに6か月の契約で復帰。
2018年1月31日、ノッティンガム・フォレストFCにシーズン終了までの契約で加入。
2018年8月2日、トラークトゥール・サーズィーFCに3年契約で加入。

### 代表
2004年、U-17ドイツ代表に引き続いてU-19ドイツ代表に選出された。15試合で7得点したが、その中には2005年にオランダ戦で決めた2得点も含まれる。2005年に選出されたU-21ドイツ代表では背番号10を背負った。イラン代表としてプレーすることも可能であったが、21歳になるときにドイツ代表としてプレーし続けることを選択したためにイラン代表としてプレーする資格を一度は失った。ところが、2009年6月にFIFAが重国籍者(複数国籍保持者)の代表変更の年齢制限(21歳の誕生日までに変更)を撤廃した為、再びドイツ代表とイラン代表のどちらかを選択することが出来るようになった。現在、年代別代表選出前までに重国籍者となった選手は、たとえ年代別代表公式戦出場歴があっても、国際Aマッチ出場歴が無ければ、既に保持している他の国籍の代表を一度だけ選択することが出来る。
2007年10月、デジャガは「非常に個人的な理由」からU-21ドイツ代表のイスラエルとの試合に出場することを拒否した。この際には「私の半分がイラン人であることはみな知っている」とも述べた。ユダヤ人中央評議会のシャルロッテ・クノブロッホ議長やドイツキリスト教民主同盟のロナルド・ポファラはデジャガをドイツ代表から除外することを求めた。デジャガは雑誌シュテルンのインタビューで「招集拒否は家族間の問題であり、政治的・反ユダヤ的・人種的な理由ではない」と述べた。ドイツサッカー連盟のテオ・ツバンツィガー会長やマティアス・ザマーテクニカルディレクターとの話し合いの末、ドイツ代表から除外しないという結論が出された。
2012年2月29日のワールドカップ・予選のカタール戦でイラン代表デビューを果たし、デビュー戦で2点を記録。これにより、デジャガの代表資格はイラン代表のみとなった。

## 代表歴

### 出場大会
- イラン代表
  - 2014 FIFAワールドカップ
  - 2018 FIFAワールドカップ

### 試合数
- 国際Aマッチ 58試合 11得点（2012年-2019年）[9]

| イラン代表 | 国際Aマッチ | 国際Aマッチ |
| 年         | 出場        | 得点        |
| ---------- | ----------- | ----------- |
| 2012       | 4           | 2           |
| 2013       | 5           | 2           |
| 2014       | 8           | 0           |
| 2015       | 13          | 2           |
| 2016       | 7           | 1           |
| 2017       | 6           | 1           |
| 2018       | 8           | 1           |
| 2019       | 7           | 2           |
| 通算       | 58          | 11          |

## タイトル

### クラブ
VfLヴォルフスブルク
- ブンデスリーガ 2009

トラークトゥール・サーズィーFC
- ハズフィー・カップ 2019-20

### 代表
U-21ドイツ代表
- UEFA U-21欧州選手権2009